# Damenklub Violetta

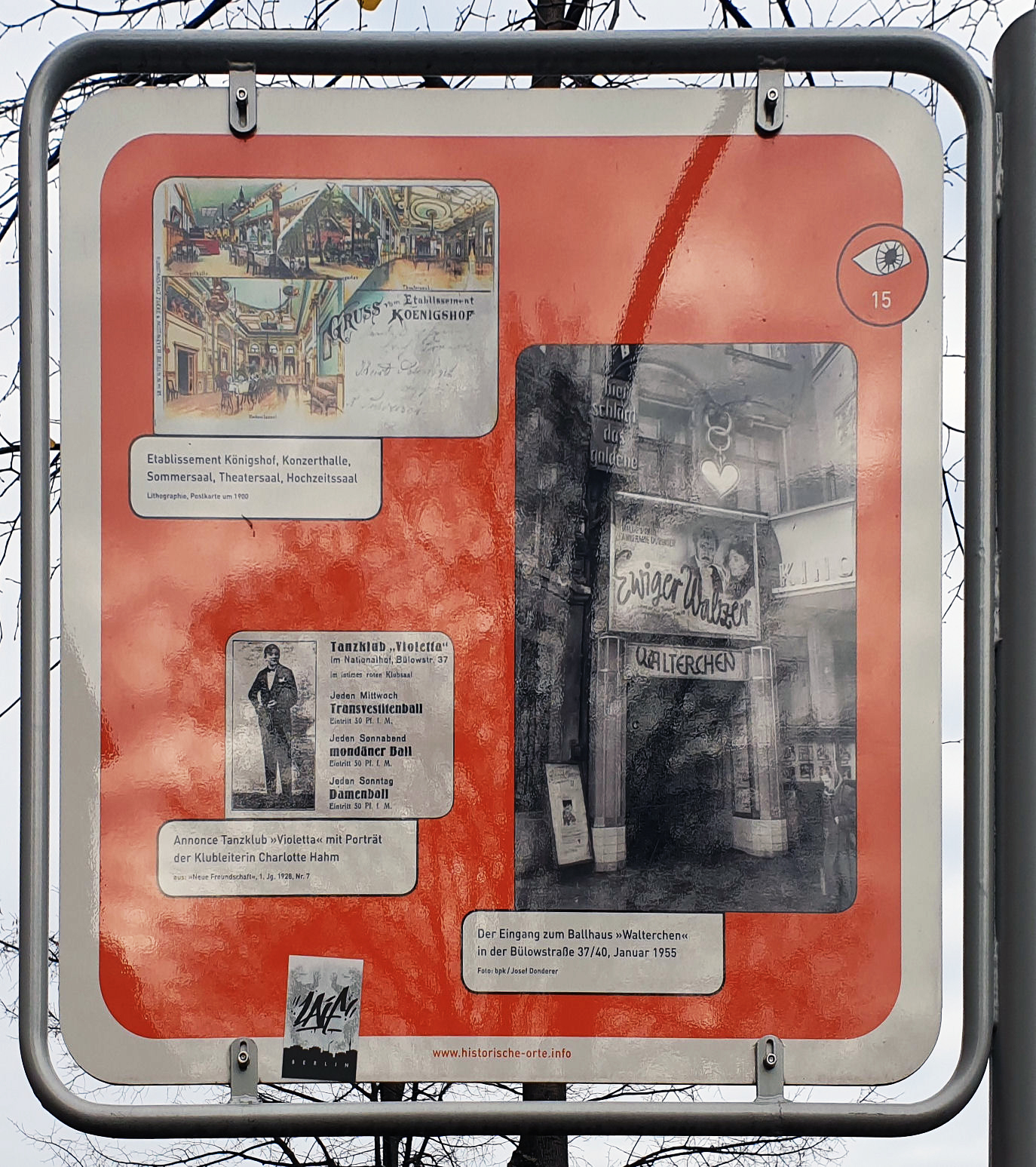
Advertentie voor Violetta met aankondiging van verschillende dansfeestjes. Lotte Hahm is links op de advertentie afgebeeld.

Damenklub Violetta (letterlijk vertaald: Damesclub Violetta) was een Berlijnse club, in eerste instantie gericht op lesbiennes en vanaf 1928 ook op 'transvestiten'. De club werd in 1926 opgericht door Lotte Hahm en vond in 1927 navolging in Wenen waar een club met dezelfde naam werd opgericht. De Berlijnse club moest in februari 1933 ontbinden op bevel van de nazi's die net de macht hadden gekregen in Duitsland. Hahm zette de club tot juli 1935 clandestien voort en duidde vanaf die tijd de club aan als een sportclub.

## Entymologie
De naam 'Violetta' was een verwijzing naar het viooltje. Deze bloem werd al sinds Sappho geassocieerd met vrouwen die op vrouwen vielen en ook zeker in de jaren 1920 werd deze bloem nog aan lesbiennes verbonden. De club koos daarom waarschijnlijk deze naam om op een subtiele manier aan te geven welke doelgroep binnen de club vooral actief was.

## Locaties en samenwerkingen
De club hield veel uitstapjes die niet per se locatie gebonden waren. Het moet dan ook eerder gezien worden als een netwerk dan een fysieke club. Toch kwam de club vaker bijeen op Hasenheide 52-53, dat zich noordelijk van het Volkspark Hasenheide bevond. Op die locatie is tegenwoordig een monument te vinden voor Lotte Hahm.
In lesbische tijdschriften van die tijd werd veelvuldig voor de Damenklub geadverteerd. Zo zijn er nummers van Liebende Frauen en Die Freundin bewaard gebleven waarin de club gewag maakt. Ook werkte de club samen met een andere damesclub, Monbijou.

## Doelgroepen
Hahm richtte Violetta in eerste instantie op voor vrouwen die op vrouwen vielen. Vanaf 1928 verbreedde deze groep zich en organiseerde zij ook activiteiten voor transvestiten. Over het algemeen waren waren de mensen die de club aantrok werkende mensen, zoals zakenvrouwen, verkoopsters en secretaresses. Wellicht was de club wat meer op de werkende middenklasse gericht, omdat de activiteiten die georganiseerd werden niet al te goedkoop waren, hoewel zij soms gratis waren voor leden. De club had om en nabij vierhonderd leden.

## Activiteiten
Violetta boodt een scala van verschillende activiteiten aan, zoals lezingen, cruises, modeshows (ook voor transvestiten en vrouwen die meer traditioneel mannelijke kleding wilden dragen) en dansbijeenkomsten. Zo werd er een Damenball mit Sallpost en Roulette-Tanz georganiseerd, waarbij de vrouwen zich respectievelijk in moesten schrijven voor een dans met een bepaalde dame en afwisselend dansten met verschillende mensen. Ook werd er een rondtoer met de auto georganiseerd door het Spreewald en Mondschein-Dampferpartie waarbij een partyboot van Spittelmarkt naar Müggelsee voer, waar de leden de hele nacht doorhaalden en rond 6 uur terugkeerden.
Anna Blamanhuis ·
Apollo ·
Çavaria ·
De Kringen ·
Delftse Werkgroep Homoseksualiteit ·
DITO! ·
Equality for Gays And Lesbians In The European institutions ·
European Pride Organisers Association ·
Federatie Studenten Werkgroepen Homoseksualiteit ·
FemFusion ·
Gay & Lesbian Switchboard ·
Gay and Lesbian Kingdom of the Coral Sea Islands ·
Gay Business Amsterdam ·
GLAAD ·
Het Roze Huis ·
Hirschfeld-Eddy Stichting ·
Homo LesBische Federatie Nederland ·
Homoconsumentenbond ·
Homogroep Wageningen ·
Human Rights Campaign ·
IGLHRC ·
IHLIA LGBTI Heritage ·
ILGA ·
ILGA-Europe ·
International Gay and Lesbian Human Rights Commission ·
Lesben- und Schwulenverband in Deutschland ·
LGB Alliance ·
Lhbt-studentenvereniging ·
Metropolitaanse Gemeenschapskerk ·
Mikpunt ·
Nederlandsch Wetenschappelijk Humanitair Komitee ·
Nederlandse Vereniging tot Integratie van Homoseksualiteit COC ·
Stichting OUT! ·
OutFront Minnesota ·
ProGay ·
Radical faeries ·
Regenbooghuis Brussel ·
Roze Actiefront ·
Roze Front ·
Roze Leeuwen ·
Roze Zaterdag ·
RozeLinks ·
Schorer ·
Stichting PANN ·
Trainbow Belgium ·
Transgender Netwerk Nederland ·
Verkeerd Geparkeerd ·
Wel Jong ·
Wissenschaftlich-humanitäre Komitee ·
Deutscher Freundschaftsverband ·
Damenklub Violetta ·
Bund für Menschenrecht ·
Eldorado (homobar) ·

 Portaal LHBT